# 司祭枢機卿
司祭枢機卿（しさいすうききょう、羅: cardinalis presbyter、英: Cardinal priest）はカトリック教会の枢機卿の位階及び称号のひとつ。枢機卿団における三つの位階の中でもっとも人数の多い位階である。司祭枢機卿は司教枢機卿の下に、助祭枢機卿の上に位置している。とはいってもこの格付けも単に名称上の問題である。 

## 概要
近代まで司祭枢機卿は文字通り、司祭である枢機卿という意味を持っていた。しかし、本来の語義はむしろ反対で「司祭枢機卿」というよりは「枢要司祭」ともいうべきものであった。つまりローマの中の重要な教会の教区司祭たちで教皇のアドバイザーとしての任命を受けたものが司祭枢機卿となったのである。これらの司祭たちと周辺教区の司教たち、さらにローマの主要な教会で働く助祭たちが教皇の側近としての意味合いを持つ最初の枢機卿団を形成した。 
古代において、教皇選挙権は別に枢機卿だけのものではなかった。初期の教皇たちはローマに在住する司祭たちの中から選ばれていたが、これはペトロに由来する使徒の継承性を維持するためであった。本来ローマの司教である教皇を司教として叙階する役割は伝統的にオスティアの司教枢機卿にゆだねられていた。歴史の中で枢機卿の資格は、当初そうであったようなローマ在住の司祭と助祭や周辺教区の司教だけに限定されなくなっていった。
それでも現代にいたっても枢機卿たちはみな伝統に従って名義上の小教区を与えられているが、パウロ6世(在位:1963年6月21日 - 1978年8月6日)以降それらの教会の司牧の任務は解除され、純粋に名義上のものになっている。これらの小教区の中には2世紀以来枢機卿の名義教会でありつづけるほど歴史のあるものも含まれている。 
ローマ帝国時代からルネサンスのころまで枢機卿団は本当に小規模なものであり、しばしば枢機卿の名義教会よりも実質の枢機卿の数は少なかった。16世紀に入ると、教皇権の伸長と共に教皇宮廷の貴族として枢機卿団が位置付けられるようになり、規模が急激に拡大した。この状況を憂慮した教皇シクストゥス5世は1587年に枢機卿団の人数に70名という制限を設けた。この慣例は1958年まで守られており、歴史の中でもともとの名義教会そのものも老朽化や移転などで徐々になくなっていった。 
教皇ヨハネ23世は枢機卿団の改革に取り組み、まず70人という枠を撤廃した。その上であらためて枢機卿の名義教会のリストを再編成した。この仕事はパウロ6世からヨハネ・パウロ2世へと引き継がれ、ローマにある300の教会のうち、150が名義教会に指定されている。 
司祭枢機卿の中で、もっとも長く勤めている枢機卿は枢機卿団の首席司祭と呼ばれ、かつて教皇選挙（コンクラーヴェ）の中で特別な役割を果たす伝統があったが、しばしば80歳を超えていることが多いため、80歳以上の枢機卿が除外される現代の教皇選挙ではそれが行われないことが多い。 
2018年現在の首席司祭は、元バンコク大司教のマイケル・ミーチャイ・キットブンチュー枢機卿（2016年から）である。 
現代では、司祭枢機卿という名称であっても、ほとんどの人が世界各地の重要な教区出身の司教たちか教皇庁につとめる高位聖職者たちである。10年つとめた助祭枢機卿も希望すれば司祭枢機卿に昇格することができる。かつて司祭枢機卿になるための条件は司祭であることだったが、1918年以降、すべての枢機卿は（80歳以上の司祭で名誉的に枢機卿に親任された者が、高齢のため司教叙階を特例で許されることがある例外を除けば）司教であることが必須条件である。